# Teobaldo II di Palermo
Teobaldo II di Palermo (... – 1350) è stato un arcivescovo cattolico italiano.

## Biografia
Della sua vita e delle sue origini si sa molto poco. 
Il 24 aprile 1337 papa Benedetto XII lo nominò arcivescovo metropolita di Palermo, ricevendo la consacrazione episcopale ad Avignone dalle mani dello stesso pontefice il 30 aprile successivo. 
Istituì a Palermo un ospedale arcivescovile.
Morì forse nel 1350.

## Genealogia episcopale
La genealogia episcopale è:
- Cardinale Niccolò Alberti, O.P.
- Papa Benedetto XII
- Arcivescovo Teobaldo II di Palermo